# 2024 w lotach kosmicznych
Chronologiczna lista startów rakiet nośnych w 2024 roku, których celem było wprowadzenie ładunku na orbitę okołoziemską, w kierunku Księżyca lub na orbitę heliocentryczną.
Kolorem szarym zaznaczone są starty nieudane i częściowe niepowodzenia z powodu awarii rakiety nośnej.
Wszystkie daty podane są według czasu uniwersalnego (UTC).
Flagą oznaczono państwo właściciela rakiety nośnej. Dla rakiet europejskiej spółki Arianespace użyto oznaczenia , a dla rakiet Rocket Lab startujących z Nowej Zelandii użyto oznaczenia  .
Jako miejsce startu podano nazwę kosmodromu i kompleksu startowego (LC – ang. launch complex)
| Data i godzina startu          | Rakieta              | Miejsce startu                           | Ładunek                                                                | Uwagi |
| ------------------------------ | -------------------- | ---------------------------------------- | ---------------------------------------------------------------------- | --- |
| 1 stycznia 2024, 03:40:00      | PSLV-DL              | Satish Dhawan (FLP)                      | XPoSAT, POEM-2                                                         | Satelita astronomiczny i platforma eksperymentalna. |
| 3 stycznia 2024, 03:44:20      | Falcon 9 Block 5     | Vandenberg (SLC-4E)                      | Starlink v2-Mini 7-9                                                   | 21 satelitów telekomunikacyjnych Starlink. |
| 3 stycznia 2024, 23:04:00      | Falcon 9 Block 5     | Cape Canaveral (SLC-40)                  | Ovzon 3                                                                | Satelita telekomunikacyjny na orbicie geostacjonarnej. |
| 5 stycznia 2024, 11:20         | Kuaizhou-1A          | Jiuquan (LP-43/95A)                      | Tianmu 1-15, ..., 1-18                                                 | Cztery satelity meteorologiczne. |
| 7 stycznia 2024, 22:35:40      | Falcon 9 Block 5     | Cape Canaveral (SLC-40)                  | Starlink v2-Mini 6-35                                                  | 23 satelity telekomunikacyjne Starlink. |
| 8 stycznia 2024, 07:18:38      | Vulcan Centaur VC2S  | Cape Canaveral (SLC-41)                  | Peregrine Mission One                                                  | Pierwszy start nowego typu rakiety nośnej. Sonda księżycowa. |
| 9 stycznia 2024, 07:03         | Chang Zheng 2C       | Xichang (LC-3)                           | Aiyinsitan Tanzhen                                                     | Satelita astronomiczny. |
| 11 stycznia 2024, 03:52        | Kuaizhou-1A          | Jiuquan (LP-43/95A)                      | Tianxing-1 02                                                          | Satelita teledetekcyjny. |
| 11 stycznia 2024, 05:30        | Yinli-1              | Morze Żółte (Dongfeng Hangtiangang)      | Yunyao-1 18, 19, 20                                                    | Pierwszy start nowego typu rakiety nośnej. Start z barki morskiej. Trzy satelity meteorologiczne.                                                                            |
| 12 stycznia 2024, 04:44:26     | H-IIA 202            | Tanegashima (YLP-1)                      | IGS Optical 8                                                          | Satelita rozpoznania optycznego. |
| 14 stycznia 2024, 08:59:30     | Falcon 9 Block 5     | Vandenberg (SLC-4E)                      | Starlink v2-Mini 7-10                                                  | 22 satelity telekomunikacyjne Starlink. |
| 15 stycznia 2024, 01:52:00     | Falcon 9 Block 5     | Cape Canaveral (SLC-40)                  | Starlink v2-Mini 6-37                                                  | 23 satelity telekomunikacyjne Starlink. |
| 17 stycznia 2024, 14:27:30     | Chang Zheng 7        | Wenchang (LC-201)                        | Tianzhou 7                                                             | Statek transportowy do stacji kosmicznej Tiangong. |
| 18 stycznia 2024, 21:49:11     | Falcon 9 Block 5     | KSC (LC-39A)                             | Axiom Mission 3                                                        | Statek załogowy do Międzynarodowej Stacji Kosmicznej. |
| 20 stycznia 2024, 06:28        | Qaem-100             | Shahroud (LP-1)                          | Suraya                                                                 | Satelita telekomunikacyjny? |
| 23 stycznia 2024, 04:03:01     | Lijian-1             | Jiuquan (LC43/130)                       | Taijing-1 03, -2 02, -2 04, -3 02, -4 03                               | 5 satelitów teledetekcyjnych. |
| 24 stycznia 2024, 00:35:00     | Falcon 9 Block 5     | Vandenberg (SLC-4E)                      | Starlink v2-Mini 7-11                                                  | 22 satelity telekomunikacyjne Starlink. |
| 28 stycznia 2024, 00:02        | Simorgh              | Semnan (LP-2)                            | Mehda, Hatef 1, Kaihan 2                                               | Trzy mikrosatelity. |
| 29 stycznia 2024, 01:10:00     | Falcon 9 Block 5     | KSC (LC-39A)                             | Starlink v2-Mini 6-38                                                  | 23 satelity telekomunikacyjne Starlink. |
| 29 stycznia 2024, 05:57:20     | Falcon 9 Block 5     | Vandenberg (SLC-4E)                      | Starlink v2-Mini 7-12                                                  | 22 satelity telekomunikacyjne Starlink. |
| 30 stycznia 2024, 17:07:21     | Falcon 9 Block 5     | Cape Canaveral (SLC-40)                  | Cygnus NG-20                                                           | Statek transportowy do Międzynarodowej Stacji Kosmicznej. |
| 31 stycznia 2024, 06:34        | Electron             | Mahia (LC-1B)                            | Skylark 1, 2, 3, 4                                                     | 4 satelity rozpoznania orbity. |
| 2 lutego 2024, 23:37           | Chang Zheng 2C       | Xichang (LC-3)                           | Geely Xingguo 02 -1, ..., -11                                          | 11 satelitów nawigacyjno-telekomunikacyjnych. |
| 3 lutego 2024, 03:06           | Jielong-3            | Morze Południowochińskie (Borun Jiuzhou) | 9 satelitów                                                            | Start z barki morskiej. |
| 8 lutego 2024, 06:33:36        | Falcon 9 Block 5     | Cape Canaveral (SLC-40)                  | PACE                                                                   | Satelita oceanograficzny. |
| 9 lutego 2024, 07:03:44        | Sojuz 2.1w           | Plesieck (LC-43/4)                       | Kosmos-2575                                                            | Wojskowy satelita teledetekcyjny. |
| 10 lutego 2024, 00:34:00       | Falcon 9 Block 5     | Vandenberg (SLC-4E)                      | Starlink v2-Mini 7-13                                                  | 22 satelity telekomunikacyjne Starlink. |
| 14 lutego 2024, 22:30          | Falcon 9 Block 5     | Cape Canaveral (SLC-40)                  | HBTSS 1, 2, RAPTOR 1, ..., 4                                           | 6 satelitów wczesnego ostrzegania. |
| 15 lutego 2024, 03:25:05       | Sojuz 2.1a           | Bajkonur (LC-31/6)                       | Progress MS-26                                                         | Statek transportowy do Międzynarodowej Stacji Kosmicznej. |
| 15 lutego 2024, 06:05:37       | Falcon 9 Block 5     | KSC (LC-39A)                             | IM-1 Odysseus                                                          | Sonda księżycowa. |
| 15 lutego 2024, 21:34:30       | Falcon 9 Block 5     | Vandenberg (SLC-4E)                      | Starlink v2-Mini 7-14                                                  | 22 satelity telekomunikacyjne Starlink. |
| 17 lutego 2024, 00:22:55       | H-3 22S              | Tanegashima (YLP-2)                      | VEP-4, CE-SAT-1E, TIRSAT                                               | Makieta satelity i dwa mikrosatelity. |
| 17 lutego 2024, 12:05:00       | GSLV Mk.2            | Satish Dhawan (SLP)                      | INSAT-3DS                                                              | Satelita meteorologiczny na orbicie geostacjonarnej. |
| 18 lutego 2024, 14:52          | Electron             | Mahia (LC-1B)                            | ADRAS-J                                                                | Satelita technologiczny. |
| 20 lutego 2024, 20:11          | Falcon 9 Block 5     | Cape Canaveral (SLC-40)                  | Merah Putih 2                                                          | Satelita telekomunikacyjny na orbicie geostacjonarnej. |
| 23 lutego 2024, 04:11:50       | Falcon 9 Block 5     | Vandenberg (SLC-4E)                      | Starlink v2-Mini 7-15                                                  | 22 satelity telekomunikacyjne Starlink. |
| 23 lutego 2024, 11:30          | Chang Zheng 5        | Wenchang (LC-101)                        | TJS 11                                                                 | Satelita zwiadu elektronicznego na orbicie geostacjonarnej. |
| 25 lutego 2024, 22:08:00       | Falcon 9 Block 5     | Cape Canaveral (SLC-40)                  | Starlink v2-Mini 6-39                                                  | 24 satelity telekomunikacyjne Starlink. |
| 29 lutego 2024, 05:43:26       | Sojuz-2.1b/Fregat    | Wostocznyj (LC-1S)                       | Meteor-M 2-4 + 18 mikrosatelitów                                       | Satelita meteorologiczny i 18 mikrosatelitów. |
| 29 lutego 2024, 13:03          | Chang Zheng 3B/G3    | Xichang                                  | HWGGW 01                                                               | Satelita telekomunikacyjny na orbicie geostacjonarnej. |
| 29 lutego 2024, 14:30:00       | Falcon 9 Block 5     | Cape Canaveral (SLC-40)                  | Starlink v2-Mini 6-40                                                  | 23 satelity telekomunikacyjne Starlink. |
| 4 marca 2024, 03:53:38         | Falcon 9 Block 5     | KSC (LC-39A)                             | SpaceX Crew-8                                                          | Statek załogowy do Międzynarodowej Stacji Kosmicznej. |
| 4 marca 2024, 22:05:00         | Falcon 9 Block 5     | Vandenberg (SLC-4E)                      | Misja Transporter-10                                                   | Misja Transporter-10: 53 satelity. |
| 4 marca 2024, 23:56:00         | Falcon 9 Block 5     | Cape Canaveral (SLC-40)                  | Starlink v2-Mini 6-41                                                  | 23 satelity telekomunikacyjne Starlink. |
| 10 marca 2024, 23:05:00        | Falcon 9 Block 5     | Cape Canaveral (SLC-40)                  | Starlink v2-Mini 6-43                                                  | 23 satelity telekomunikacyjne Starlink. |
| 11 marca 2024, 04:09:00        | Falcon 9 Block 5     | Vandenberg (SLC-4E)                      | Starlink v2-Mini 7-17                                                  | 23 satelity telekomunikacyjne Starlink. |
| 12 marca 2024, 15:03           | Electron             | Mahia (LC-1B)                            | StriX 3                                                                | Satelita radarowy. |
| 13 marca 2024, 02:01:12        | KAIROS               | Kii (LP-1)                               | KAIROS TUGKE                                                           | Pierwszy start nowego typu rakiety nośnej zakończony eksplozją w 5 sekundzie lotu.                                                                                           |
| 13 marca 2024, 12:51           | Chang Zheng 2C/YZ-1S | Xichang (LC-3)                           | DRO-A, DRO-B                                                           | Sondy księżycowe. Częściowe niepowodzenie startu – z powodu awarii górnego stopnia rakiety sondy osiągnęły orbitę wokół Księżyca korzystając z własnych silników.            |
| 14 marca 2024, 13:25           | Starship B10/S28     | Starbase (OLP1)                          | Starship IFT-3                                                         | Częściowy sukces. Lot suborbitalny. Starship uległ zniszczeniu podczas wejścia w atmosferę nad Oceanem Indyjskim.                                                            |
| 16 marca 2024, 00:21:00        | Falcon 9 Block 5     | KSC (LC-39A)                             | Starlink v2-Mini 6-44                                                  | 23 satelity telekomunikacyjne Starlink. |
| 19 marca 2024, 02:28:00        | Falcon 9 Block 5     | Vandenberg (SLC-4E)                      | Starlink v2-Mini 7-16, USA 350, USA 351                                | 20 satelitów telekomunikacyjnych Starlink i dwa tajne satelity (Starshield?).                                                                                                |
| 20 marca 2024, 00:31           | Chang Zheng 8        | Wenchang (LC-201)                        | Queqiao-2, Tiandu-1, Tiandu-2                                          | Trzy sztuczne satelity Księżyca. |
| 21 marca 2024, 05:27           | Chang Zheng 2D/YZ-3  | Jiuquan (LC-43/94)                       | Yunhai-2 02-01, ..., -06                                               | Sześć satelitów meteorologicznych. |
| 21 marca 2024, 07:25           | Electron             | Wallops (LA-0C)                          | USA 352, Mola, Aerocube 16A, Aerocube 16B                              | Misja NROL-123 - cztery satelity. |
| 21 marca 2024, 20:55:09        | Falcon 9 Block 5     | Cape Canaveral (SLC-40)                  | SpaceX CRS-30                                                          | Statek transportowy Cargo Dragon do Międzynarodowej Stacji Kosmicznej. |
| 23 marca 2024, 12:36:10        | Sojuz 2.1a           | Bajkonur (LC-31/6)                       | Sojuz MS-25                                                            | Statek załogowy do Międzynarodowej Stacji Kosmicznej. |
| 24 marca 2024, 03:09:00        | Falcon 9 Block 5     | KSC (LC-39A)                             | Starlink v2-Mini 6-42                                                  | 23 satelity telekomunikacyjne Starlink. |
| 25 marca 2024, 23:42           | Falcon 9 Block 5     | Cape Canaveral (SLC-40)                  | Starlink v2-Mini 6-46                                                  | 23 satelity telekomunikacyjne Starlink. |
| 26 marca 2024, 22:51           | Chang Zheng 6A       | Taiyuan (LC-9A)                          | Yunhai-3 02                                                            | Wojskowy satelita meteorologiczny. |
| 30 marca 2024, 21:52:00        | Falcon 9 Block 5     | KSC (LC-39A)                             | Eutelsat 36D                                                           | Satelita telekomunikacyjny na orbicie geostacjonarnej. |
| 31 marca 2024, 01:30:00        | Falcon 9 Block 5     | Cape Canaveral (SLC-40)                  | Starlink v2-Mini 6-45                                                  | 23 satelity telekomunikacyjne Starlink. |
| 31 marca 2024, 09:36:45        | Sojuz 2.1b           | Bajkonur (LC-31/6)                       | Resurs-P No. 4                                                         | Satelita teledetekcyjny. |
| 2 kwietnia 2024, 02:30:00      | Falcon 9 Block 5     | Vandenberg (SLC-4E)                      | Starlink v2-Mini 7-18                                                  | 22 satelity telekomunikacyjne Starlink. |
| 2 kwietnia 2024, 22:56         | Chang Zheng 2D       | Xichang (LC-3)                           | Yaogan 42-01                                                           | Satelita zwiadu elektronicznego? |
| 5 kwietnia 2024, 09:12:00      | Falcon 9 Block 5     | Cape Canaveral (SLC-40)                  | Starlink v2-Mini 6-47                                                  | 23 satelity telekomunikacyjne Starlink. |
| 7 kwietnia 2024, 02:25:00      | Falcon 9 Block 5     | Vandenberg (SLC-4E)                      | Starlink v2-Mini 8-1                                                   | 21 satelitów telekomunikacyjnych Starlink. |
| 7 kwietnia 2024, 23:16:57      | Falcon 9 Block 5     | KSC (LC-39A)                             | Misja Bandwagon-1                                                      | 11 satelitów (w tym satelita rozpoznania radarowego Project 425 SAR). |
| 9 kwietnia 2024, 16:53         | Delta IV Heavy       | Cape Canaveral (SLC-37B)                 | USA 353                                                                | Satelita rozpoznania elektronicznego Orion 12 na orbicie geostacjonarnej (misja NROL-70). Ostatni start rakiety z rodziny Delta IV.                                          |
| 10 kwietnia 2024, 05:40:00     | Falcon 9 Block 5     | Cape Canaveral (SLC-40)                  | Starlink v2-Mini 6-48                                                  | 23 satelity telekomunikacyjne Starlink. |
| 11 kwietnia 2024, 09:00:00     | Angara A5/Orion      | Wostocznyj (LC-1A)                       | GMM KA, Gagariniec, makieta CubeSata                                   | Próbny start rakiety nośnej na orbitę powyżej geostacjonarnej z symulatorem masy. Mikrosatelita i makieta satelity.                                                          |
| 11 kwietnia 2024, 14:25        | Falcon 9 Block 5     | Vandenberg (SLC-4E)                      | WSF-M SV-1                                                             | Wojskowy satelita meteorologiczny. |
| 13 kwietnia 2024, 01:40:00     | Falcon 9 Block 5     | Cape Canaveral (SLC-40)                  | Starlink v2-Mini 6-49                                                  | 23 satelity telekomunikacyjne Starlink. |
| 15 kwietnia 2024, 04:12        | Chang Zheng 2D       | Jiuquan (LC-43/94)                       | Siwei Gaojing 3-01                                                     | Satelita teledetekcyjny. |
| 17 kwietnia 2024, 21:26:00     | Falcon 9 Block 5     | KSC (LC-39A)                             | Starlink v2-Mini 6-51                                                  | 23 satelity telekomunikacyjne Starlink. |
| 18 kwietnia 2024, 22:40:00     | Falcon 9 Block 5     | Cape Canaveral (SLC-40)                  | Starlink v2-Mini 6-52                                                  | 23 satelity telekomunikacyjne Starlink. |
| 20 kwietnia 2024, 23:45:00     | Chang Zheng 2D       | Xichang (LC-3)                           | Yaogan 42-02                                                           | Satelita zwiadu elektronicznego. |
| 23 kwietnia 2024, 22:17:00     | Falcon 9 Block 5     | Cape Canaveral (SLC-40)                  | Starlink v2-Mini 6-53                                                  | 23 satelity telekomunikacyjne Starlink. |
| 23 kwietnia 2024, 22:32        | Electron             | Mahia (LC-1B)                            | NeonSat-1, ACS3                                                        | Satelita teledetekcyjny i eksperymentalny żagiel słoneczny. |
| 25 kwietnia 2024, 12:59:00     | Chang Zheng 2F       | Jiuquan (LC-43/91)                       | Shenzhou 18                                                            | Statek załogowy do stacji kosmicznej Tiangong. |
| 28 kwietnia 2024, 00:34        | Falcon 9 Block 5     | KSC (LC-39A)                             | Galileo FOC FM25, Galileo FOC FM27                                     | Dwa satelity nawigacyjne. |
| 28 kwietnia 2024, 22:08:00     | Falcon 9 Block 5     | Cape Canaveral (SLC-40)                  | Starlink v2-Mini 6-54                                                  | 23 satelity telekomunikacyjne Starlink. |
| 2 maja 2024, 18:36:33          | Falcon 9 Block 5     | Vandenberg (SLC-4E)                      | WorldView Legion 1, WorldView Legion 2                                 | Dwa satelity teledetekcyjne. |
| 3 maja 2024, 02:37:00          | Falcon 9 Block 5     | Cape Canaveral (SLC-40)                  | Starlink v2-Mini 6-55                                                  | 23 satelity telekomunikacyjne Starlink. |
| 3 maja 2024, 09:27:29          | Chang Zheng 5        | Wenchang (LC-101)                        | Chang’e 6, ICUBE-Q                                                     | Sonda księżycowa i subsatelita. |
| 6 maja 2024,18:14:00           | Falcon 9 Block 5     | Cape Canaveral (SLC-40)                  | Starlink v2-Mini 6-57                                                  | 23 satelity telekomunikacyjne Starlink. |
| 7 maja 2024, 03:21             | Chang Zheng 6C       | Taiyuan (LC-9A)                          | Haiwangxing-01, Zhixing-1C, Kuanfu Guangxue, Gaofen Shipin             | Cztery satelity teledetekcyjne. |
| 8 maja 2024, 18:42:00          | Falcon 9 Block 5     | KSC (LC-39A)                             | Starlink v2-Mini 6-56                                                  | 23 satelity telekomunikacyjne Starlink. |
| 9 maja 2024, 01:43             | Chang Zheng 3B/G3    | Xichang                                  | Zhihui Tianwang 1-01A, -01B                                            | Dwa satelity telekomunikacyjne. |
| 10 maja 2024, 04:30:00         | Falcon 9 Block 5     | Vandenberg (SLC-4E)                      | Starlink v2-Mini 8-2                                                   | 20 satelitów telekomunikacyjnych Starlink. |
| 11 maja 2024, 23:43            | Chang Zheng 4C       | Jiuquan (LC-43/94)                       | Shiyan 23                                                              | Satelita technologiczny. |
| 13 maja 2024, 00:53:00         | Falcon 9 Block 5     | Cape Canaveral (SLC-40)                  | Starlink v2-Mini 6-58                                                  | 23 satelity telekomunikacyjne Starlink. |
| 14 maja 2024, 18:39:00         | Falcon 9 Block 5     | Vandenberg (SLC-4E)                      | Starlink v2-Mini 8-7                                                   | 20 satelitów telekomunikacyjnych Starlink. |
| 16 maja 2024, 21:21:39         | Sojuz-2.1b/Fregat    | Plesieck (LC-43/4)                       | Kosmos-2576, SITRO-AIS-53, ..., 56, Zorkij-2M 4, 6, Rasswiet-2 1, 2 ,3 | Wojskowy satelita inspekcyjny (Nivelir-Ł 4?) i 9 mikrosatelitów. |
| 18 maja 2024, 00:32:00         | Falcon 9 Block 5     | Cape Canaveral (SLC-40)                  | Starlink v2-Mini 6-59                                                  | 23 satelity telekomunikacyjne Starlink. |
| 20 maja 2024, 03:06            | Chang Zheng 2D       | Taiyuan (LC-9)                           | Beijing-3C 1, ..., 4                                                   | Cztery satelity teledetekcyjne. |
| 21 maja 2024, 04:15            | Kuaizhou-11          | Jiuquan (LP-43/95A)                      | Wuhan-1, Chutian xingzuo 001, Tianyan-22, Lingque-3 01                 | Cztery mikrosatelity. |
| 22 maja 2024, 08:00:20         | Falcon 9 Block 5     | Vandenberg (SLC-4E)                      | USA 354, ..., USA 374                                                  | Misja NROL-146 – 21 satelitów rozpoznania optycznego Starshield. |
| 23 maja 2024, 02:35:00         | Falcon 9 Block 5     | Cape Canaveral (SLC-40)                  | Starlink v2-Mini 6-62                                                  | 23 satelity telekomunikacyjne Starlink. |
| 24 maja 2024, 02:45:00         | Falcon 9 Block 5     | KSC (LC-39A)                             | Starlink v2-Mini 6-63                                                  | 23 satelity telekomunikacyjne Starlink. |
| 25 maja 2024, 07:41            | Electron             | Mahia (LC-1B)                            | PREFIRE 1                                                              | Satelita klimatologiczny. |
| 27 maja 2024, 13:44            | ?                    | Sohae (LP-2)                             | Manligyeong-1-1 F1                                                     | Pierwszy start nowego typu rakiety nośnej. Eksplozja pierwszego stopnia. |
| 28 maja 2024, 14:24:00         | Falcon 9 Block 5     | Cape Canaveral (SLC-40)                  | Starlink v2-Mini 6-60                                                  | 23 satelity telekomunikacyjne Starlink. |
| 28 maja 2024, 22:20:10         | Falcon 9 Block 5     | Vandenberg (SLC-4E)                      | EarthCARE                                                              | Satelita klimatologiczny. |
| 29 maja 2024, 08:12            | Gushenxing-1S        | Morze Żółte (Dongfeng Hangtiangang)      | Tianqi-25, ...,-28                                                     | Start z barki morskiej. 4 satelity telekomunikacyjne. |
| 30 maja 2024, 09:42:59         | Sojuz 2.1a           | Bajkonur (LC-31/6)                       | Progress MS-27                                                         | Statek transportowy do Międzynarodowej Stacji Kosmicznej. |
| 30 maja 2024, 12:12            | Chang Zheng 3B/G3    | Xichang (LC-2)                           | Paksat-MM1                                                             | Satelita telekomunikacyjny na orbicie geostacjonarnej. |
| 30 maja 2024, 23:39            | Gushenxing-1         | Jiuquan (LC-43/95B)                      | Jiguang Xingzuo 001, 002, Yunyao-1 14, 25, 26                          | Dwa satelity telekomunikacyjne i trzy satelity meteorologiczne. |
| 1 czerwca 2024, 02:37:00       | Falcon 9 Block 5     | Cape Canaveral (SLC-40)                  | Starlink v2-Mini 6-64                                                  | 23 satelity telekomunikacyjne Starlink. |
| 5 czerwca 2024, 02:16:00       | Falcon 9 Block 5     | Cape Canaveral (SLC-40)                  | Starlink v2-Mini 8-5                                                   | 20 satelitów telekomunikacyjnych Starlink. |
| 5 czerwca 2024, 03:15          | Electron             | Mahia (LC-1B)                            | PREFIRE 2                                                              | Satelita klimatologiczny. |
| 5 czerwca 2024, 14:52:15       | Atlas V N22          | Cape Canaveral (SLC-41)                  | Boeing Crew Flight Test                                                | Statek załogowy do Międzynarodowej Stacji Kosmicznej. |
| 6 czerwca 2024, 05:00:30       | Gushenxing-1         | Jiuquan (LC-43/95B)                      | Tee 01B, Naxing 3A, Naxing 3B, Ai Shen                                 | Trzy mikrosatelity i platforma eksperymentalna na czwartym stopniu rakiety.                                                                                                  |
| 6 czerwca 2024, 12:50          | Starship B11/S29     | Starbase (OLP1)                          | Starship IFT-4                                                         | Lot suborbitalny. Stopień pierwszy (B11) zwodował w Zatoce Meksykańskiej, stopień drugi (S29) zwodował na Oceanie Indyjskim.                                                 |
| 8 czerwca 2024, 01:56:00       | Falcon 9 Block 5     | Cape Canaveral (SLC-40)                  | Starlink v2-Mini 10-1                                                  | 22 satelity telekomunikacyjne Starlink. |
| 8 czerwca 2024, 12:58:00       | Falcon 9 Block 5     | Vandenberg (SLC-4E)                      | Starlink v2-Mini 8-8                                                   | 20 satelitów telekomunikacyjnych Starlink. |
| 19 czerwca 2024, 03:40         | Falcon 9 Block 5     | Vandenberg (SLC-4E)                      | Starlink v2-Mini 9-1                                                   | 20 satelitów telekomunikacyjnych Starlink. |
| 20 czerwca 2024, 18:13         | Electron             | Mahia (LC-1B)                            | Kinéis 1, ..., 5                                                       | Pięć mikrosatelitów telekomunikacyjnych. |
| 20 czerwca 2024, 21:35         | Falcon 9 Block 5     | Cape Canaveral (SLC-40)                  | Astra-1P (SES-24)                                                      | Satelita telekomunikacyjny na orbicie geostacjonarnej. |
| 22 czerwca 2024, 07:00         | Chang Zheng 2C       | Xichang (LC-3)                           | SVOM, CATCH-1                                                          | Satelita astronomiczny SVOM i satelita teledetekcyjny. |
| 23 czerwca 2024, 17:15:00      | Falcon 9 Block 5     | Cape Canaveral (SLC-40)                  | Starlink v2-Mini 10-2                                                  | 22 satelity telekomunikacyjne Starlink. |
| 24 czerwca 2024, 03:47:00      | Falcon 9 Block 5     | Vandenberg (SLC-4E)                      | Starlink v2-Mini 9-2                                                   | 20 satelitów telekomunikacyjnych Starlink. |
| 25 czerwca 2024, 21:26         | Falcon Heavy         | KSC (LC-39A)                             | GOES-U                                                                 | Satelita meteorologiczny na orbicie geostacjonarnej. |
| 27 czerwca 2024, 11:14:00      | Falcon 9 Block 5     | Cape Canaveral (SLC-40)                  | Starlink v2-Mini 10-3                                                  | 23 satelity telekomunikacyjne Starlink. |
| 29 czerwca 2024, 03:14         | Falcon 9 Block 5     | Vandenberg (SLC-4E)                      | USA 375, ..., USA 395                                                  | Misja NROL-186 - 21 satelitów rozpoznania optycznego Starshield. |
| 29 czerwca 2024, 11:57         | Chang Zheng 7A       | Wenchang (LC-201)                        | Zhongxing-3A                                                           | Wojskowy satelita telekomunikacyjny na orbicie geostacjonarnej. |
| 1 lipca 2024, 03:06:42         | H-3 22S              | Tanegashima (YLP-2)                      | Daichi-4 (ALOS-4)                                                      | Satelita radarowy. |
| 3 lipca 2024, 08:55:00         | Falcon 9 Block 5     | Cape Canaveral (SLC-40)                  | Starlink v2-Mini 8-9                                                   | 20 satelitów telekomunikacyjnych Starlink. |
| 4 lipca 2024, 04:04            | Firefly Alpha        | Vandenberg (SLC-2W)                      | 8 satelitów                                                            | Osiem mikrosatelitów. |
| 4 lipca 2024, 22:49            | Chang Zheng 6A       | Taiyuan (LC-9A)                          | Tianhui-5 2-01, 2-02                                                   | Dwa satelity radarowe? |
| 8 lipca 2024, 22:30            | Falcon 9 Block 5     | Cape Canaveral (SLC-40)                  | Türksat-6A                                                             | Satelita telekomunikacyjny na orbicie geostacjonarnej. |
| 9 lipca 2024, 19:00            | Ariane 62            | Kourou (ELA-4)                           | symulator masy , 8 mikrosatelitów i 2 kapsuły powrotne                 | Pierwszy start nowego typu rakiety nośnej. Częściowy sukces - niepowodzenie 3. uruchomienia silnika drugiego stopnia rakiety.                                                |
| 10 lipca 2024, 23:40           | Shuang Quxian-1      | Jiuquan (LC-43/95A)                      | Yunyao-1 15, 16, 17                                                    | Awaria czwartego stopnia rakiety. |
| 12 lipca 2024, 02:35:00        | Falcon 9 Block 5     | Vandenberg (SLC-4E)                      | Starlink v2-Mini 9-3                                                   | Niepowodzenie. Awaria podczas restartu silnika drugiego stopnia. 20 satelitów Starlink zostało umieszczonych na orbicie o niskim perygeum i uległo zniszczeniu w atmosferze. |
| 19 lipca 2024, 03:03           | Chang Zheng 4B       | Taiyuan (LC-9)                           | Gaofen-11 05                                                           | Satelita teledetekcyjny. |
| 27 lipca 2024, 05:45:00        | Falcon 9 Block 5     | KSC (LC-39A)                             | Starlink v2-Mini 10-9                                                  | 23 satelity telekomunikacyjne Starlink. |
| 28 lipca 2024, 05:09:00        | Falcon 9 Block 5     | Cape Canaveral (SLC-40)                  | Starlink v2-Mini 10-4                                                  | 23 satelity telekomunikacyjne Starlink. |
| 28 lipca 2024, 09:22:00        | Falcon 9 Block 5     | Vandenberg (SLC-4E)                      | Starlink v2-Mini 9-4                                                   | 21 satelitów telekomunikacyjnych Starlink. |
| 30 lipca 2024, 10:45           | Atlas V 551          | Cape Canaveral (SLC-41)                  | USA 396, USA 397, USA 398                                              | Trzy tajne satelity (misja USSF-51). |
| 1 sierpnia 2024, 13:14         | Chang Zheng 3B/G3    | Xichang (LC-2)                           | Hulianwang gaogui 02                                                   | Satelita telekomunikacyjny na orbicie geostacjonarnej. |
| 2 sierpnia 2024, 05:01:00      | Falcon 9 Block 5     | KSC (LC-39A)                             | Starlink v2-Mini 10-6                                                  | 23 satelity telekomunikacyjne Starlink. |
| 2 sierpnia 2024, 16:39         | Electron             | Mahia (LC-1B)                            | StriX-4                                                                | Satelita radarowy. |
| 4 sierpnia 2024, 07:24:00      | Falcon 9 Block 5     | Vandenberg (SLC-4E)                      | Starlink v2-Mini 11-1                                                  | 23 satelity telekomunikacyjne Starlink. |
| 4 sierpnia 2024, 15:02:53      | Falcon 9 Block 5     | Cape Canaveral (SLC-40)                  | Cygnus NG-21                                                           | Statek transportowy do Międzynarodowej Stacji Kosmicznej. |
| 6 sierpnia 2024, 06:42         | Chang Zheng 6A       | Taiyuan (LC-9A)                          | Qianfan Jigui 01-1, ..., 01-18                                         | 18 satelitów telekomunikacyjnych. |
| 10 sierpnia 2024, 12:50:00     | Falcon 9 Block 5     | Cape Canaveral (SLC-40)                  | Starlink v2-Mini 8-3                                                   | 21 satelitów telekomunikacyjnych Starlink. |
| 11 sierpnia 2024, 13:18        | Electron             | Mahia (LC-1B)                            | Capella 13 (Acadia 3)                                                  | Satelita radarowy. |
| 12 sierpnia 2024, 02:02        | Falcon 9 Block 5     | Vandenberg (SLC-4E)                      | ASBM-1, ASBM-2                                                         | Dwa satelity telekomunikacyjne na orbice typu Mołnia. |
| 12 sierpnia 2024, 10:37:00     | Falcon 9 Block 5     | KSC (LC-39A)                             | Starlink v2-Mini 10-7                                                  | 23 satelity telekomunikacyjne Starlink. |
| 15 sierpnia 2024, 03:20:18     | Sojuz 2.1a           | Bajkonur (LC-31/6)                       | Progress MS-28                                                         | Statek transportowy do Międzynarodowej Stacji Kosmicznej. |
| 15 sierpnia 2024, 13:00        | Falcon 9 Block 5     | Cape Canaveral (SLC-40)                  | WorldView Legion 3, WorldView Legion 4                                 | Dwa satelity teledetekcyjne. |
| 16 sierpnia 2024, 03:47        | SSLV                 | Satish Dhawan (FLP)                      | EOS-08, SR-0                                                           | Satelita teledetekcyjny i mikrosatelita. |
| 16 sierpnia 2024, 07:35        | Chang Zheng 4B       | Xichang                                  | Yaogan 43-01-01, ..., 43-01-09                                         | Dziewięć wojskowych satelitów telekomunikacyjnych? |
| 16 sierpnia 2024, 18:56        | Falcon 9 Block 5     | Vandenberg (SLC-4E)                      | Misja Transporter-11                                                   | 116 ładunków, tym polski satelita teledetekcyjny EagleEye. |
| 20 sierpnia 2024, 13:20:00     | Falcon 9 Block 5     | Cape Canaveral (SLC-40)                  | Starlink v2-Mini 10-5                                                  | 22 satelity telekomunikacyjne Starlink. |
| 22 sierpnia 2024, 12:25        | Chang Zheng 7A       | Wenchang (LC-201)                        | Zhongxing-3A                                                           | Wojskowy satelita telekomunikacyjny na orbicie geostacjonarnej. |
| 28 sierpnia 2024, 07:48:00     | Falcon 9 Block 5     | Cape Canaveral (SLC-40)                  | Starlink v2-Mini 8-6                                                   | 21 satelitów telekomunikacyjnych Starlink. Pierwszy stopień rakiety przewrócił się po lądowaniu na barce.                                                                    |
| 29 sierpnia 2024, 05:22        | Gushenxing-1S        | Morze Żółte (Dongfeng Hangtiangang)      | Yunyao-1 15, 16, 17, Jitianxing A-03, Suxing 1-01, Tianfu Gaofen 2     | Start z barki morskiej. 3 satelity meteorologiczne i 3 satelity teledetekcyjne.                                                                                              |
| 31 sierpnia 2024, 07:43        | Falcon 9 Block 5     | Cape Canaveral (SLC-40)                  | Starlink v2-Mini 8-10                                                  | 21 satelitów telekomunikacyjnych Starlink. |
| 31 sierpnia 2024, 08:48        | Falcon 9 Block 5     | Vandenberg (SLC-4E)                      | Starlink v2-Mini 9-5                                                   | 21 satelitów telekomunikacyjnych Starlink. |
| 3 września 2024, 01:22         | Chang Zheng 4B       | Xichang                                  | Yaogan 43-02-01, ..., 43-01-06                                         | Sześć wojskowych satelitów telekomunikacyjnych? |
| 5 września 2024,01:50:27       | Vega                 | Kourou (ELV)                             | Sentinel 2C                                                            | Satelita teledetekcyjny. Ostatni start rakiety Vega. |
| 5 września 2024, 15:33:00      | Falcon 9 Block 5     | Cape Canaveral (SLC-40)                  | Starlink v2-Mini 8-11                                                  | 21 satelitów telekomunikacyjnych Starlink. |
| 5 września 2024, 18:30         | Chang Zheng 6        | Taiyuan (LC-16)                          | GeeSAT 3-1, …, 3-10                                                    | 10 satelitów telekomunikacyjnych. |
| 6 września 2024, 03:20         | Falcon 9 Block 5     | Vandenberg (SLC-4E)                      | USA 400, ..., USA 420                                                  | Misja NROL-113 – 21 satelitów rozpoznawczych Starshield. |
| 10 września 2024, 09:23:49     | Falcon 9 Block 5     | KSC (LC-39A)                             | Polaris Dawn                                                           | Statek załogowy. |
| 11 września 2024, 16:23:12     | Sojuz 2.1a           | Bajkonur (LC-31/6)                       | Sojuz MS-26                                                            | Statek załogowy do Międzynarodowej Stacji Kosmicznej. |
| 12 września 2024, 08:52        | Falcon 9 Block 5     | Cape Canaveral (SLC-40)                  | BlueBird 1, 2, 3, 4, 5                                                 | Pięć satelitów telekomunikacyjnych. |
| 13 września 2024, 01:45:00     | Falcon 9 Block 5     | Vandenberg (SLC-4E)                      | Starlink v2-Mini 9-6                                                   | 21 satelitów telekomunikacyjnych Starlink. |
| 14 września 2024, 05:58        | Qaem-100             | Shahroud (LP-1)                          | Chamran-1                                                              | Satelita technologiczny. |
| 17 września 2024, 07:01:00     | Angara-1.2           | Plesieck (LC-35/1)                       | Kosmos-2577, Kosmos-2578                                               | Wojskowe satelity teledetekcyjne? |
| 17 września 2024, 22:50:49     | Falcon 9 Block 5     | Cape Canaveral (SLC-40)                  | Galileo FOC FM26, Galileo FOC FM32                                     | Dwa satelity nawigacyjne. |
| 19 września 2024, 01:14        | Chang Zheng 3B/YZ-1  | Xichang (LC-2)                           | Beidou-3 M27, Beidou-3 M28                                             | Dwa satelity nawigacyjne. |
| 20 września 2024, 04:11        | Chang Zheng 2D       | Taiyuan (LC-9)                           | Jilin-1 Kuanfu 02B-01, ..., 02B-06                                     | Sześć satelitów teledetekcyjnych. |
| 20 września 2024, 09:43        | Kuaizhou-1A          | Xichang                                  | Tianqi 29, ..., 32                                                     | Cztery satelity telekomunikacyjne. |
| 20 września 2024, 13:50:00     | Falcon 9 Block 5     | Vandenberg (SLC-4E)                      | Starlink v2-Mini 9-17                                                  | 20 satelitów telekomunikacyjnych Starlink. |
| 20 września 2024, 13:18        | Electron             | Mahia (LC-1A)                            | Kinéis 6, …, 10                                                        | Pięć satelitów telekomunikacyjnych. |
| 24 września 2024, 02:31        | Jielong-3            | Morze Południowochińskie (Borun Jiuzhou) | 8 satelitów                                                            | Start z barki morskiej. |
| 24 września 2024, 23:33:01     | Lijian-1             | Jiuquan (LC43/130)                       | AIRSAT 01, 02, Jilin-1 SAR-01A, Yunyao-1 21, 22                        | Pięć satelitów. |
| 25 września 2024, 04:01:20     | Falcon 9 Block 5     | Vandenberg (SLC-4E)                      | Starlink v2-Mini 9-8                                                   | 20 satelitów telekomunikacyjnych Starlink. |
| 26 września 2024, 05:24:20     | H-IIA 202            | Tanegashima (YLP-1)                      | IGS Radar 8                                                            | Satelita rozpoznania radarowego. |
| 27 września 2024, 10:30        | Chang Zheng 2D       | Jiuquan (LC-43/94)                       | Shijian 19                                                             | Satelita badawczy z kapsułą powrotną wielokrotnego użycia. |
| 28 września 2024, 17:17:21     | Falcon 9 Block 5     | Cape Canaveral (SLC-40)                  | SpaceX Crew-9                                                          | Statek załogowy do Międzynarodowej Stacji Kosmicznej. Awaria drugiego stopnia rakiety podczas deorbitacji.                                                                   |
| 4 października 2024, 11:25:00  | Vulcan Centaur VC2S  | Cape Canaveral (SLC-41)                  | Cert-2                                                                 | Makieta satelity na orbicie heliocentrycznej. Podczas startu odpadła dysza rakiety wspomagającej.                                                                            |
| 7 października 2024, 14:52:11  | Falcon 9 Block 5     | Cape Canaveral (SLC-40)                  | Hera, Milani, Juventas                                                 | Sonda kosmiczna i dwa subsatelity. |
| 10 października 2024, 13:50    | Chang Zheng 3B/G3    | Xichang (LC-2)                           | Hulianwang gaogui 03                                                   | Satelita telekomunikacyjny na orbicie geostacjonarnej. |
| 13 października 2024, 12:25    | Starship B12/S30     | Starbase (OLP1)                          | Starship Flight 5                                                      | Lot suborbitalny. Stopień pierwszy (B12) powrócił na wyrzutnię, stopień drugi (S30) zwodował na Oceanie Indyjskim.                                                           |
| 14 października 2024, 16:06    | Falcon Heavy         | KSC (LC-39A)                             | Europa Clipper                                                         | Sonda kosmiczna. |
| 15 października 2024, 06:10:00 | Falcon 9 Block 5     | Cape Canaveral (SLC-40)                  | Starlink v2-Mini 10-10                                                 | 23 satelity telekomunikacyjne Starlink. |
| 15 października 2024, 08:21:00 | Falcon 9 Block 5     | Vandenberg (SLC-4E)                      | Starlink v2-Mini 9-7                                                   | 20 satelitów telekomunikacyjnych Starlink. |
| 15 października 2024, 11:06    | Chang Zheng 6A       | Taiyuan (LC-9A)                          | Qianfan Jigui 02-1, ..., 02-18                                         | 18 satelitów telekomunikacyjnych. |
| 15 października 2024, 23:45    | Chang Zheng 4C       | Jiuquan (LC-43/94)                       | Gaofen 12-05                                                           | Satelita radarowy. |
| 18 października 2024, 23:31:00 | Falcon 9 Block 5     | Cape Canaveral (SLC-40)                  | Starlink v2-Mini 8-19                                                  | 20 satelitów telekomunikacyjnych Starlink. |
| 20 października 2024, 05:13    | Falcon 9 Block 5     | Vandenberg (SLC-4E)                      | OneWeb L20                                                             | 20 satelitów telekomunikacyjnych OneWeb. |
| 22 października 2024, 00:10    | Chang Zheng 6        | Taiyuan (LC-16)                          | Tianping-3A(01), 3B(01), 3B(02)                                        | Trzy satelity kalibracyjne dla radarów. |
| 23 października 2024, 01:09    | Chang Zheng 2C       | Xichang                                  | Yaogan 43-03-01, ..., 43-03-09                                         | Trzy satelity zwiadu elektroniczego? |
| 23 października 2024, 21:47:00 | Falcon 9 Block 5     | Cape Canaveral (SLC-40)                  | Starlink v2-Mini 6-61                                                  | 23 satelity telekomunikacyjne Starlink. |
| 24 października 2024, 17:13    | Falcon 9 Block 5     | Vandenberg (SLC-4E)                      | USA 421, ..., USA 437                                                  | Misja NROL-167 (Starshield Group 1-4) - 17 satelitów rozpoznania optycznego? Starshield.                                                                                     |
| 26 października 2024, 21:47:00 | Falcon 9 Block 5     | Cape Canaveral (SLC-40)                  | Starlink v2-Mini 10-8                                                  | 22 satelity telekomunikacyjne Starlink. |
| 29 października 2024, 20:27:34 | Chang Zheng 2F       | Jiuquan (LC-43/91)                       | Shenzhou 19                                                            | Statek załogowy do stacji kosmicznej Tiangong. |
| 30 października 2024, 12:07:00 | Falcon 9 Block 5     | Vandenberg (SLC-4E)                      | Starlink v2-Mini 9-9                                                   | 20 satelitów telekomunikacyjnych Starlink. |
| 30 października 2024, 21:10:00 | Falcon 9 Block 5     | Cape Canaveral (SLC-40)                  | Starlink v2-Mini 10-13                                                 | 23 satelity telekomunikacyjne Starlink. |
| 31 października 2024, 07:51:31 | Sojuz 2.1a           | Plesieck (LC-43/4)                       | Kosmos 2579                                                            | Satelita rozpoznania optycznego (Bars-M No. 6)? |
| 4 listopada 2024               | H-3 22S              | Tanegashima (YLP-2)                      | Kirameki 3 (DSN 3)                                                     | Wojskowy satelita telekomunikacyjny na orbicie geostacjonarnej. |
| 4 listopada 2024               | Sojuz-2.1b/Fregat    | Wostocznyj (LC-1S)                       | Ionosfera-M 1, Ionosfera-M 2 + 53 mikrosatelity                        | Dwa satelity badawcze i 53 mikrosatelity. |
| 5 listopada 2024               | Falcon 9 Block 5     | KSC (LC-39A)                             | SpaceX CRS-31                                                          | Statek transportowy Cargo Dragon do Międzynarodowej Stacji Kosmicznej. |
| 5 listopada 2024               | Electron             | Mahia (LC-1B)                            | Protosat 1                                                             | Satelita telekomunikacyjny. |
| 7 listopada 2024               | Falcon 9 Block 5     | Cape Canaveral (SLC-40)                  | Starlink v2-Mini 6-77                                                  | 23 satelity telekomunikacyjne Starlink. |
| 9 listopada 2024               | Chang Zheng 2C       | Jiuquan (LC-43/94)                       | PIESAT 2-1, ..., 2-4                                                   | Cztery satelity radarowe. |
| 9 listopada 2024               | Falcon 9 Block 5     | Vandenberg (SLC-4E)                      | Starlink v2-Mini 9-10                                                  | 20 satelitów telekomunikacyjnych Starlink. |
| 11 listopada 2024              | Lijian-1             | Jiuquan (LC43/130)                       | 15 satelitów                                                           | 15 satelitów. |
| 11 listopada 2024              | Falcon 9 Block 5     | KSC (LC-39A)                             | Koreasat-6A                                                            | Satelita telekomunikacyjny na orbicie geostacjonarnej. |
| 11 listopada 2024              | Falcon 9 Block 5     | Cape Canaveral (SLC-40)                  | Starlink v2-Mini 6-69                                                  | 24 satelity telekomunikacyjne Starlink. |
| 13 listopada 2024              | Chang Zheng 2D       | Taiyuan (LC-9)                           | Hai Yang 4-01                                                          | Satelita oceanograficzny. |
| 14 listopada 2024              | Falcon 9 Block 5     | Vandenberg (SLC-4E)                      | Starlink v2-Mini 9-11                                                  | 20 satelitów telekomunikacyjnych Starlink. |
| 14 listopada 2024              | Falcon 9 Block 5     | Cape Canaveral (SLC-40)                  | Starlink v2-Mini 6-68                                                  | 24 satelity telekomunikacyjne Starlink. |
| 15 listopada 2024              | Chang Zheng 7        | Wenchang (LC-201)                        | Tianzhou 8                                                             | Statek transportowy do stacji kosmicznej Tiangong. |
| 17 listopada 2024              | Falcon 9 Block 5     | KSC (LC-39A)                             | Optus X (TD7)                                                          | Satelita telekomunikacyjny na orbicie geostacjonarnej. |
| 18 listopada 2024              | Falcon 9 Block 5     | Vandenberg (SLC-4E)                      | Starlink v2-Mini 9-12                                                  | 20 satelitów telekomunikacyjnych Starlink. |
| 18 listopada 2024              | Falcon 9 Block 5     | Cape Canaveral (SLC-40)                  | GSat-20                                                                | Satelita telekomunikacyjny na orbicie geostacjonarnej. |
| 19 listopada 2024              | Starship B13/S31     | Starbase (OLP1)                          | Starship Flight 6                                                      | Stopień pierwszy (B13) zwodował w Zatoce Meksykańskiej, stopień drugi (S31) zwodował na Oceanie Indyjskim.                                                                   |
| 21 listopada 2024              | Sojuz 2.1a           | Bajkonur (LC-31/6)                       | Progress MS-29                                                         | Statek transportowy do Międzynarodowej Stacji Kosmicznej. |
| 21 listopada 2024              | Falcon 9 Block 5     | Cape Canaveral (SLC-40)                  | Starlink v2-Mini 6-66                                                  | 24 satelity telekomunikacyjne Starlink. |
| 24 listopada 2024              | Falcon 9 Block 5     | Vandenberg (SLC-4E)                      | Starlink v2-Mini 9-13                                                  | 20 satelitów telekomunikacyjnych Starlink. |
| 24 listopada 2024              | Chang Zheng 2C       | Jiuquan (LC-43/94)                       | Siwei Gaojing 2-03, 2-04.                                              | Dwa satelity radarowe. |
| 25 listopada 2024              | Electron             | Mahia (LC-1B)                            | Kinéis 11-15                                                           | Pięć satelitów telekomunikacyjnych. |
| 25 listopada 2024              | Falcon 9 Block 5     | Cape Canaveral (SLC-40)                  | Starlink v2-Mini 12-1                                                  | 23 satelity telekomunikacyjne Starlink. |
| 27 listopada 2024              | Zhuque-2E            | Jiuquan (LC-43/96)                       | Guangchuan-01, 02                                                      | Pirwszy start nowego typu rakiety nośnej. Dwa satelity telekomunikacyjne. |
| 27 listopada 2024              | Falcon 9 Block 5     | KSC (LC-39A)                             | Starlink v2-Mini 6-76                                                  | 24 satelity telekomunikacyjne Starlink. |
| 29 listopada 2024              | Sojuz-2.1a/Fregat    | Wostocznyj (LC-1S)                       | Kondor-FKA 2                                                           | Satelita radarowy. |
| 30 listopada 2024              | Falcon 9 Block 5     | Cape Canaveral (SLC-40)                  | Starlink v2-Mini 6-65                                                  | 24 satelity telekomunikacyjne Starlink. |
| 30 listopada 2024              | Falcon 9 Block 5     | Vandenberg (SLC-4E)                      | Starlink v2-Mini N-01, USA 438, USA 439                                | 20 satelitów telekomunikacyjnych Starlink i dwa satelity Starshield. |
| 30 listopada 2024              | Chang Zheng 12       | Hainan (LP-2)                            | WHJSW-5, JSW-03                                                        | Pierwszy start nowego typu rakiety nośnej. Dwa satelity telekomunikacyjne.                                                                                                   |
| 3 grudnia 2024                 | Chang Zheng 3B/G2    | Xichang (LC-3)                           | TJS 13                                                                 | Satelita telekomunikacyjny? |
| 4 grudnia 2024                 | Kuaizhou-1A-Pro      | Xichang                                  | Haishao-1                                                              | Satelita radarowy. |
| 4 grudnia 2024                 | Falcon 9 Block 5     | Cape Canaveral (SLC-40)                  | Starlink v2-Mini 6-70                                                  | 24 satelity telekomunikacyjne Starlink. |
| 4 grudnia 2024                 | Sojuz-2.1b           | Plesieck                                 | Kosmos-2580                                                            | Satelita zwiadu elektronicznego Lotos-S1 No. 8 |
| 5 grudnia 2024                 | Falcon 9 Block 5     | Vandenberg (SLC-4E)                      | Starlink v2-Mini 9-14                                                  | 20 satelitów telekomunikacyjnych Starlink. |
| 5 grudnia 2024                 | Chang Zheng 6A       | Taiyuan (LC-9A)                          | Qianfan Jigui 03-1, ..., 03-18                                         | 18 satelitów telekomunikacyjnych. |
| 5 grudnia 2024                 | PSLV-XL              | Satish Dhawan (FLP)                      | Proba-3 CSC/OSC                                                        | Dwa satelity astronomiczne/technologiczne. |
| 5 grudnia 2024                 | Falcon 9 Block 5     | KSC (LC-39A)                             | SXM-9                                                                  | Satelita telekomunikacyjny na orbicie geostacjonarnej. |
| 5 grudnia 2024                 | Vega-C               | Kourou (ELV)                             | Sentinel 1C                                                            | Satelita radarowy. |
| 6 grudnia 2024                 | Simorgh              | Semnan (LP-2)                            | Saman 1, Fakhr, ?                                                      | Trzy satelity. |
| 8 grudnia 2024                 | Falcon 9 Block 5     | Cape Canaveral (SLC-40)                  | Starlink v2-Mini 12-5                                                  | 23 satelity telekomunikacyjne Starlink. |
| 12 grudnia 2024                | Chang Zheng 2D/YZ-3  | Jiuquan (LC-43/94)                       | Gaosu Jiguan Zuanzhi 1, ..., 5                                         | Pięć satelitów telekomunikacyjnych. |
| 13 grudnia 2024                | Falcon 9 Block 5     | Vandenberg (SLC-4E)                      | Starlink v2-Mini 11-2                                                  | 22 satelity telekomunikacyjne Starlink. |
| 16 grudnia 2024                | Chang Zheng 5B/YZ-2  | Wenchang (LC-101)                        | WHWD 01-01, ..., 01-10                                                 | 10 satelitów telekomunikacyjnych. |
| 16 grudnia 2024                | Chang Zheng 2D       | Taiyuan (LC-9)                           | PIESAT-2 09, ..., 12                                                   | Cztery satelity radarowe. |
| 17 grudnia 2024                | Falcon 9 Block 5     | Cape Canaveral (SLC-40)                  | GPS III SV07                                                           | Satelita nawigacyjny. |
| 17 grudnia 2024                | Falcon 9 Block 5     | Vandenberg (SLC-4E)                      | USA 441, ..., USA 462                                                  | Misja NROL-149 (Starshield Group 1-6) - 22 satelity rozpoznania optycznego? Starshield.                                                                                      |
| 17 grudnia 2024                | Falcon 9 Block 5     | KSC (LC-39A)                             | O3b mPower 7, O3b mPower 8                                             | Dwa satelity telekomunikacyjne. |
| 18 grudnia 2024                | KAIROS               | Kii                                      | 5 mikrosatelitów                                                       | Awaria pierwszego stopnia rakiety. |
| 19 grudnia 2024                | Gushenxing-1S        | Morze Żółte (Dongfeng Hangtiangang)      | Tianqi-33, ...,-36                                                     | Start z barki morskiej. 4 satelity telekomunikacyjne. |
| 20 grudnia 2024                | Chang Zheng 3B/G2    | Xichang                                  | TJS 12                                                                 | Satelita zwiadu elektronicznego? |
| 21 grudnia 2024                | Falcon 9 Block 5     | Vandenberg (SLC-4E)                      | ADD Project 425 SAR-2, Misja Bandwagon-2                               | Satelita radarowy i 27 innych satelitów. |
| 21 grudnia 2024                | Falcon 9 Block 5     | Vandenberg (SLC-4E)                      | Misja Bandwagon-2                                                      | Satelita radarowy (ADD Project 425 SAR-2) i 27 innych ładunków. |
| 21 grudnia 2024                | Electron             | Mahia (LC-1B)                            | StriX-2                                                                | Satelita radarowy. |
| 23 grudnia 2024                | Falcon 9 Block 5     | KSC (LC-39A)                             | Starlink v2-Mini 12-2                                                  | 21 satelitów telekomunikacyjnych Starlink. |
| 25 grudnia 2024                | Sojuz 2.1b           | Bajkonur (LC-31/6)                       | Resurs-P No. 5                                                         | Satelita teledetekcyjny. |
| 27 grudnia 2024                | Lijian-1             | Jiuquan (LC43/130)                       | 11 satelitów                                                           | Awaria trzeciego stopnia rakiety. |
| 29 grudnia 2024                | Falcon 9 Block 5     | Vandenberg (SLC-4E)                      | Starlink v2-Mini 11-3                                                  | 22 satelity telekomunikacyjne Starlink. |
| 29 grudnia 2024                | Falcon 9 Block 5     | Cape Canaveral (SLC-40)                  | UtilitySat, AGILA, NuView Alpha, NuView Bravo                          | Cztery satelity telekomunikacyjne na orbicie geostacjonarnej. |
| 30 grudnia 2024                | PSLV-CA              | Satish Dhawan (FLP)                      | SPADEX A, SPADEX B, POEM 4                                             | Dwa satelity technologiczne i platforma eksperymentalna. |
| 31 grudnia 2024                | Falcon 9 Block 5     | KSC (LC-39A)                             | Starlink v2-Mini 12-6                                                  | 21 satelitów telekomunikacyjnych Starlink. |